# المعاملة القاسية أو اللاإنسانية أو المهينة
المعاملة القاسية أو اللاإنسانية أو المهينة هي معاملة الأشخاص التي تتعارض مع حقوق الإنسان أو كرامته، ولكنها لا تصنف على أنها تعذيب. وهو محظور بموجب الإعلان العالمي لحقوق الإنسان، والمادة 3 من الاتفاقية الأوروبية لحقوق الإنسان، واتفاقية الأمم المتحدة لمناهضة التعذيب، والعهد الدولي الخاص بالحقوق المدنية والسياسية. على الرغم من أن التمييز بين التعذيب والمعاملة وبناءً على هذا البحث، أوصى بعض الممارسين بإلغاء هذا التمييز.

## معاملة غير انسانية
تعرف لجنة المساواة وحقوق الإنسان المعاملة اللاإنسانية على أنها:
- اعتداء جسدي خطير
- الاستجواب النفسي
- ظروف الاحتجاز القاسية أو القيود
- الإيذاء الجسدي أو النفسي في بيئة الرعاية الصحية
- التهديد بتعذيب شخص ما

## معاملة مهينة
تعرف لجنة المساواة وحقوق الإنسان المعاملة المهينة بأنها معاملة غير كريمة ومذلة. إن اعتبار العلاج مهينًا يعتمد على عدة عوامل، بما في ذلك مدة العلاج، والآثار الجسدية والعقلية على الضحية، وعمر الضحية وعرقه وجنسه ونقاط ضعفه.

## إجراء التجارب الطبية أو العلمية دون موافقة حرة من الشخص المعني
ويحظر العهد الدولي الخاص بالحقوق المدنية والسياسية صراحة في المادة 7 إجراء التجارب الطبية أو العلمية دون موافقة حرة من الشخص المعني ويعتبرها شكلاً معيناً من أشكال التعذيب أو المعاملة القاسية أو اللاإنسانية أو المهينة. وعلاوة على ذلك فإن المادة 4.2 من العهد الدولي الخاص بالحقوق المدنية والسياسية تحظر صراحة الاستثناء من هذا الحظر في المادة 7 وبالتالي تنشئه بشكل مباشر كقاعدة آمرة بهذا المعنى مما يجعل التجارب الطبية أو العلمية غير التوافقية يعاقب عليها بموجب أحكام القوانين الجزائية الوطنية المتعلقة بجرائم التعذيب والمعاملة القاسية أو اللاإنسانية أو المهينة في جميع البلدان الأطراف في العهد الدولي الخاص بالحقوق المدنية والسياسية واتفاقية مناهضة التعذيب وغيره من ضروب المعاملة أو العقوبة القاسية أو اللاإنسانية أو المهينة.